# Rudy Mancuso
Rodolfo Mancuso (Glen Ridge, Nueva Jersey; 28 de febrero de 1992), conocido como Rudy Mancuso , es un actor, productor, estrella de internet, comediante, músico y cantante estadounidense, famoso por sus videos de comedia en YouTube y anteriormente en Vine. 
Su mánager es John Shahidi de Shots Studios, una compañía que también produce su contenido de YouTube. Muchos de los videos de Mancuso consisten principalmente en bocetos de comedias musicales. Él tiene más de 7 millones de suscriptores de YouTube.

## Biografía
Criado en Glen Ridge, Nueva Jersey, es hijo de un padre italiano-estadounidense y una madre brasileña. Mancuso ha vivido en Río de Janeiro, donde aprendió a hablar portugués con fluidez. Empezó su carrera como pianista a la edad de 5 años.

## Carrera
Mancuso se asoció con Shots Studios para crear videos a través de las plataformas de Youtube y Vines, lanzando su canal de YouTube en 2016. Ha aparecido en Drunk History de Comedy Central y Outpost de HBO. También protagonizó Keys of Christmas de YouTube Red, junto con Mariah Carey y DJ Khaled.
En el año 2016 puso en marcha Awkward Puppets, una serie de títeres en la plataforma de YouTube, presentada por Mancuso.
Mancuso fue el telonero de Justin Bieber en el Prupose World Tour en su parada en Brasil y en todos sus espectáculos en Latinoamérica en 2017.
Dolce & Gabbana invitó a Rudy Mancuso a modelar en su show de la Semana de la Moda Masculina de Milán para las colecciones de primavera/verano 2018 en junio de 2017
Durante los MTV Millennial Awards 2017 en México presentó el programa y tocó alguna de sus canciones.
En julio de 2017 y en octubre del mismo año, actuó en Villa Mix, el festival de música más grande de Brasil, en Goiânia y en Sao Paulo, respectivamente, durante dos días consecutivos.
El 6 de octubre de 2017, Rudy Mancuso lanzó su primer sencillo Black & White, en colaboración con el galardonado productor de Grammy Poo Bear.[cita requerida]

## Filmografía

### Cine
| Año  | Título                               | Personaje      | Notas | Ref.   |
| ---- | ------------------------------------ | -------------- | ----- | ------ |
| 2016 | Keys of Christmas                    | Él             |       | [ 12 ] |
| 2016 | Petting Scorpions                    | Líder          |       | [ 13 ] |
| 2019 | Rim of the World                     | Wes            |       |        |
| 2020 | A Celebration of the Music from Coco | Él mismo       |       |        |
| 2023 | The Flash                            | Albert Desmond |       |        |
| 2024 | Música                               | Él mismo       |       |        |

### Televisión
| Año  | Título                      | Personaje       | Notas                                      | Ref.   |
| ---- | --------------------------- | --------------- | ------------------------------------------ | ------ |
| 2015 | Drunk History               | Manuel Bonilla  |                                            | [ 14 ] |
| 2016 | Outpost                     | Correspondiente |                                            | [ 15 ] |
| 2017 | 2017 MTV Millennial Premios | Presentador     | Presentado el golpe internacional del año. |        |